# Arrissoules-Tunnel
Der Arrissoules-Tunnel (französisch Tunnel d'Arrissoules) ist nach dem Pomy-Tunnel der zweitlängste Tunnel der Schweizer Autobahn A1, einer der Hauptverkehrsachsen der Schweiz. Er durchquert das Gesteinsmassiv aus Molasse südlich des Neuenburgersees.
Der vierspurige, richtungsgetrennte Strassentunnel mit zwei Röhren liegt in der französischsprachigen Schweiz auf dem Teilstück Bern–Lausanne zwischen den Anschlüssen von Estavayer-le-Lac und Yverdon-les-Bains. Das Bauwerk misst 2987 Meter und befindet sich zu einem Teil auf dem Gebiet des Kantons Freiburg, zum anderen Teil im Kanton Waadt. Es unterquert Landwirtschaftsgebiet, Waldstreifen und die Ortschaft Arrissoules. 
Der Tunnel wurde im Zuge des Ausbaus des letzten Teilstücks der A1 zwischen Payerne und Yverdon-les-Bains mit Hilfe einer Tunnelbohrmaschine gebaut. Er wurde im Jahre 2001 nach mehrjähriger Bauzeit eröffnet. Nicht nur topografische, sondern auch umweltbedingte Ursachen waren für den Bau dieses relativ langen Tunnels verantwortlich.
Vor dem doppelten westlichen Tunnelportal führt die Autobahn über die parallelen Brücken Ponts de la Baume, die nördlich der Ortschaft Rovray liegen. Vom östlichen Doppelportal verläuft die Autobahn in nordöstlicher Richtung 750 Meter durch ein Tälchen bis zum Tunnel de Châbles.
Die beiden Tunnelröhren sind zur Sicherheit bei Unfällen und für Unterhaltsarbeiten mit neun Querstollen verbunden.
Als Folge des Tunnelbaus wurde eine grosse Menge von Grundwasser im Gebiet von Arrissoules und Montborget abgeleitet, was zur Austrocknung von Böden auf dem Bergrücken südlich von Cheyres führte.